# Lambro Meridionale
Il Lambro Meridionale, detto anche  Lambro Morto, Lambretto (in lombardo Lambrett) o, in passato, Lambro Merdario per il pesante carico, nelle sue acque, dei reflui fognari di Milano, che raccolse e convogliò per secoli, è un canale artificiale che nasce dalla confluenza dell'Olona con uno scaricatore del Naviglio Grande in località San Cristoforo a Milano. Percorre l'antico alveo naturale del torrente Pudiga ed è il principale affluente del fiume Lambro.

## Storia

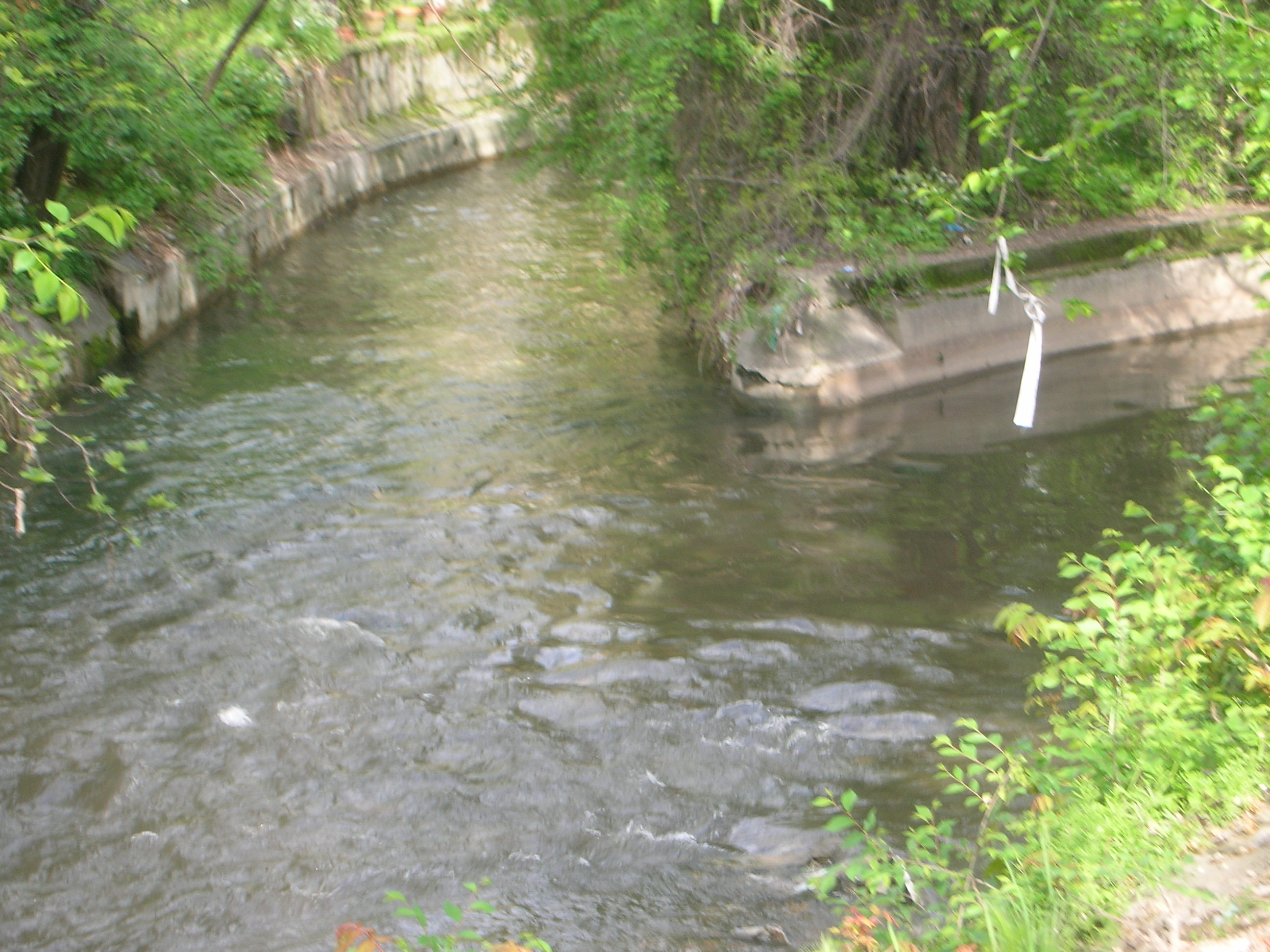
La nascita del Lambro Meridionale a Milano: una parte delle acque del Naviglio Grande, a sinistra della foto, si unisce a quelle dell'Olona

Il Lambro Meridionale percorre il tratto terminale dell'antico alveo naturale del torrente Mussa al quale nel 1800 fu inserito il Pudiga, che è stato poi ampliato per raccogliere gli scarichi fognari di Milano. Essendo stato un colatore, cioè un recettore e convogliatore di acque reflue, la "sorgente" del Lambro Meridionale si è spostata nel tempo, così come sono cambiati i suoi affluenti. Oltre al Lambro Meridionale, l'altro colatore dei reflui fognari di Milano era il canale Vetra, entrambi entrati in funzione con questo scopo in epoca romana.
Anticamente il Pudiga percorreva il suo alveo naturale ricevendo da sinistra il torrente Bozzente e lambendo il centro storico di Milano garantendo, insieme al Seveso, le acque necessarie all'approvvigionamento idrico dei milanesi. Dopo aver lambito il lato occidentale del centro storico di Milano il Pudiga proseguiva verso sud seguendo il proprio alveo naturale, corrispondente a quello del moderno colatore Lambro Meridionale, confluendo poi nel Lambro presso Sant'Angelo Lodigiano. In origine, all'altezza del centro abitato di Milano, il Pudiga compiva un'ampia ansa verso est, che lo portava a sfiorare la città all'altezza della moderna piazza Vetra, nei pressi dell'alveo naturale del torrente Nirone, per poi piegare verso meridione seguendo l'alveo del moderno Lambro Meridionale.
Originariamente, alla sua sinistra idrografica, il Pudiga, in luogo dell'Olona, riceveva il Bozzente. Il Bozzente in origine aveva infatti un alveo naturale autonomo che lo portava a raccogliere le acque del Lura e del Merlata per poi confluire nel Pudiga. L'Olona, che è stato deviato verso il Bozzente, e quindi verso Milano, dagli antichi Romani, proseguiva originariamente lungo il suo alveo naturale verso sud attraversando la moderna Settimo Milanese e passando a diversi chilometri da Milano per poi percorrere l'alveo del moderno Olona inferiore o meridionale e sfociare quindi nel Po a San Zenone. Con questa deviazione l'Olona cessò di esistere come fiume continuo dalle sorgenti alla foce. Il tratto milanese dell'Olona corrisponde pertanto agli antichi alvei naturali del Bozzente e del Pudiga.
Come destinazione finale del nuovo percorso dell'Olona fu scelto il fossato delle mura romane di Milano, dove riversava le sue acque nel canale Vetra (nome dato dagli antichi Romani al tratto terminale dell'alveo naturale del Nirone) all'altezza della moderna e omonima piazza: per realizzare questo obiettivo, gli antichi Romani prolungarono e allargarono il "canale Vetra" verso la già citata ansa naturale del Pudiga così da raccogliere anche le acque dell'Olona. Con la deviazione dell'Olona verso la città, venne meno la continuità idrica dell'antico letto del Pudiga, il cui tratto più meridionale (ovvero il futuro "Lambro Meridionale") venne intercettato rimanendo privo di acque pulite, che provenivano da nord, trasformandosi quindi in collettore di fogna.
L'Olona rimase affluente del canale Vetra fino al XII secolo, quando venne deviato nel fossato difensivo dei bastioni medievali all'altezza della moderna piazza della Resistenza Partigiana con lo scopo di rifornirlo d'acqua. Successivamente, nel 1603, l'Olona subì una terza deviazione, che lo portò a sfociare nella Darsena di Porta Ticinese con lo scopo di mantenervi costante il livello dell'acqua. Nel XIII secolo, con la realizzazione del Naviglio Grande, questo iniziò a scaricare le sue acque in eccesso nel Lambro Meridionale diluendone il carico inquinante. Negli anni trenta del XX secolo l'Olona subì la sua quarta deviazione, venendo dirottato verso il Lambro Meridionale: con questa deviazione la portata del Lambro Meridionale è aumentata ulteriormente.

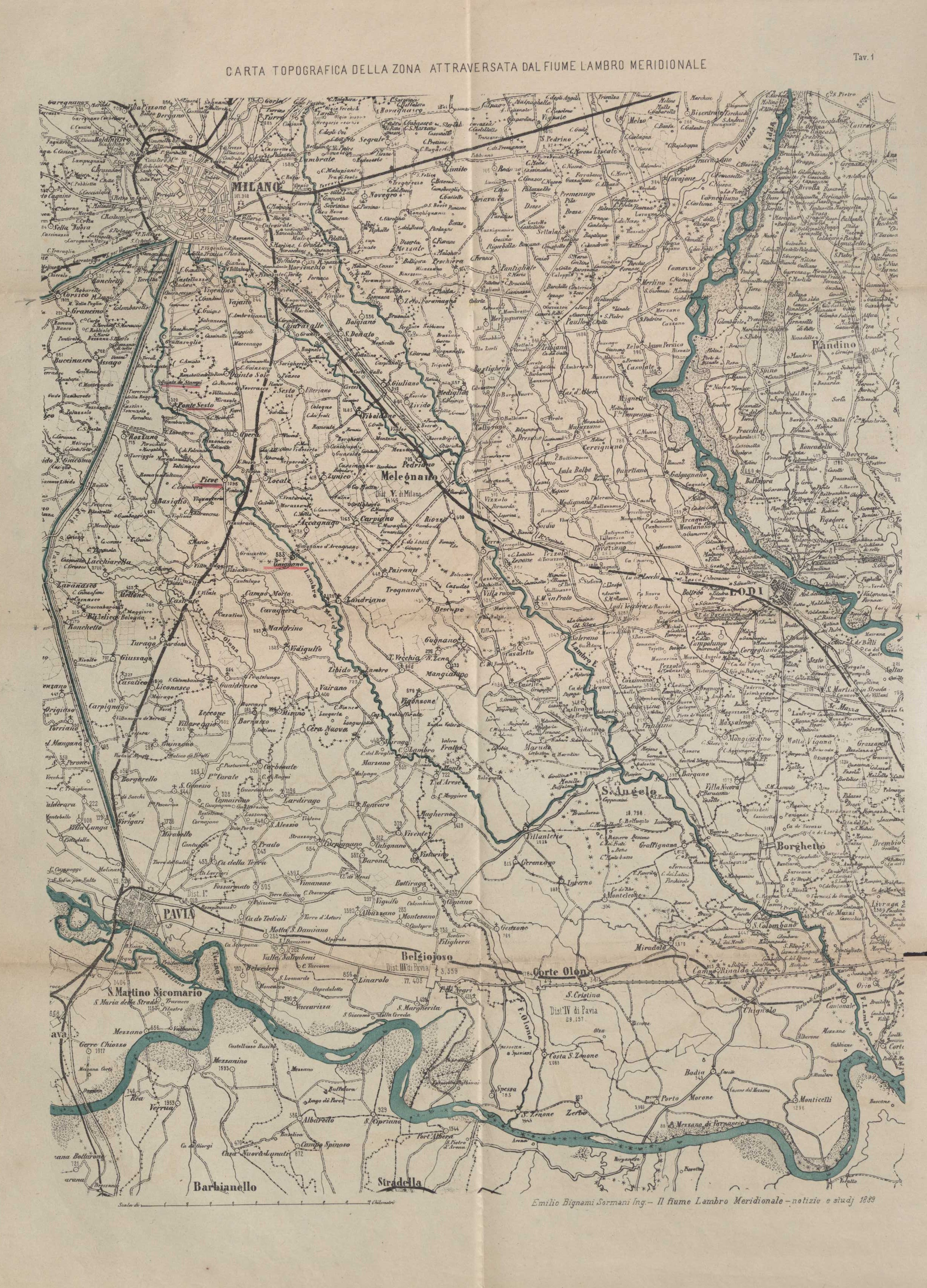
Carta topografica della zona attraversata dal Lambro Meridionale datata 1889

Va ricordato che Milano, fino agli inizi degli anni duemila, ha sempre adottato per lo scarico delle sue acque (meteoriche o di fogna) quella che potremmo chiamare "depurazione biologica", cioè lo sversamento nelle campagne; ma se per secoli questo ha significato una concimazione gratuita ed efficace del suo territorio, ritenuta persino uno dei fattori determinanti del suo benessere, con il crescere della popolazione, della consapevolezza igienica e soprattutto con il moltiplicarsi degli inquinanti di origine industriale, il sistema è diventato controproducente, e quindi si è resa necessaria la costruzione di depuratori.
Milano è stata infatti l'ultima delle grandi città europee a dotarsi di un completo sistema di raccolta e depurazione delle acque, completato solo nel 2005 (in particolare, i tre depuratori cittadini sono situati a Peschiera Borromeo, a Milano Nosedo e a Milano San Rocco), dopo la minaccia di pesanti sanzioni da parte dell'Unione europea. Così, prima del completamento dei depuratori, il Lambro Meridionale riceveva due collettori di fogna tramite il collettore di magra del sud ovest, che doveva garantire l'apporto minimo d'acqua necessario alla diluizione dei reflui inquinati.
Oggi la situazione è radicalmente cambiata e il Lambro Meridionale non riceve più reflui fognari, se non quelli che gli derivano indirettamente dalla residua portata dell'Olona: lungo questo corso d'acqua sono infatti ancora presenti molti scarichi abusivi. Inoltre, numerosi comuni lungo l'Olona sono ancora privi di impianti di depurazione dei propri reflui fognari.

## Idrografia
Il Lambro Meridionale nasce nel quartiere milanese di San Cristoforo dalla confluenza dell'Olona con uno scaricatore del Naviglio Grande (che serve, come già accennato, a far defluire le acque in eccesso del naviglio) poco più a sud di quest'ultimo.
Da qui il corso d'acqua prosegue attraversando una fitta boscaglia costituita soprattutto da ailanthus verso via Santander per superare l'Autostrada A7 Milano-Genova presso la stazione della metropolitana di Famagosta; da qui il Lambro Meridionale raggiunge il Naviglio Pavese, che sottopassa poco a valle della Conca Fallata ricevendo le acque del Deviatore Olona nonché la portata in eccesso del naviglio stesso. In seguito il colatore Lambro Meridionale costeggia il quartiere milanese di Gratosoglio uscendo poi dai confini comunali di Milano.

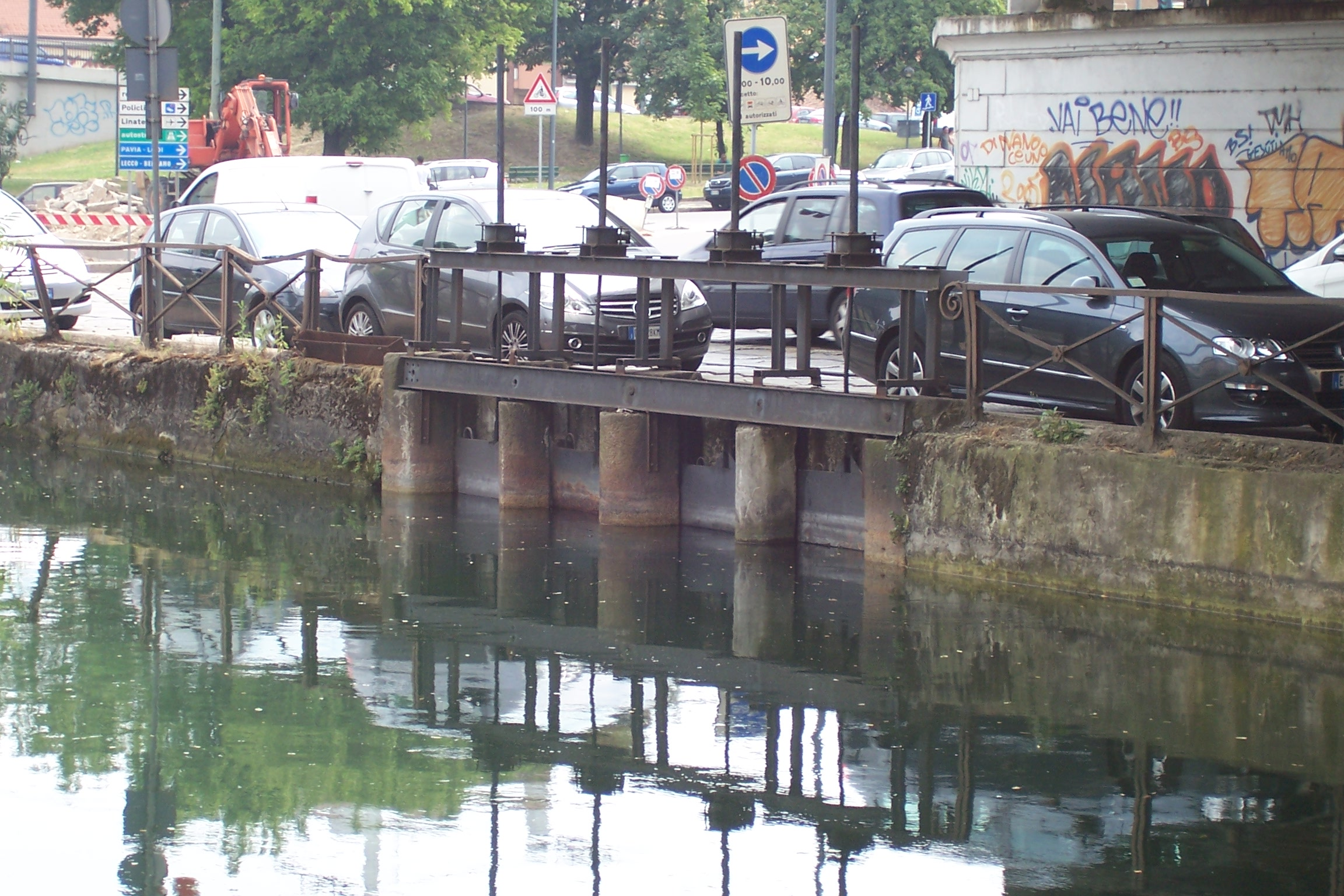
Le chiuse che danno origine allo scaricatore del Naviglio Grande da cui nasce poi il Lambro Meridionale grazie alla confluenza, più a valle, con l'Olona

Dopo essere uscito da Milano il Lambro Meridionale entra nel territorio di Rozzano dalla frazione di Quinto Stampi e riceve le acque del Cavo Ticinello, canale scolmatore della Darsena di Porta Ticinese; giunto alla frazione rozzanese di Ponte Sesto riceve parte delle acque depurate dell'impianto Milano-San Rocco. Ancora a Rozzano ha origine, dalla sponda destra del Lambro Meridionale, la roggia Pizzabrasa.
Il Lambro Meridionale scorre poi nelle campagne tra il Pavese ed il Lodigiano, dove riceve la Roggia Taverna e dà origine, dalla sponda sinistra, alla roggia Bolognina, così chiamata perché fatta scavare da Matteo Bolognini Sforza Attendolo a metà del XV secolo. Riceve poi la roggia Carlesca (derivata dal Naviglio Grande a Milano) e il ritorno della roggia Pizzabrasa, entrambe arricchite a Rozzano da acque depurate a Milano-San Rocco.
A Pieve Emanuele, dopo la frazione Fizzonasco, il fiume genera una vera e propria valle fluviale che presenta un pendio alto mediamente 10-15 metri; la piccola depressione, chiamata Valle delle Volpi nella sponda pievese, è probabilmente un antico alveo naturale del fiume il quale, successivamente, ha cambiato naturalmente il suo corso. La valle, nel territorio pievese, tocca gli 85 m s.l.m.
Alla stessa latitudine della Valle delle Volpi, sulla sponda orientale e quindi nel territorio di Locate di Triulzi, si trova la frazione Moro; tale borgo è immerso completamente nella valle fluviale generata dal Lambro Meridionale, essendo edificata a quote comprese tra gli 85 e 90 m s.l.m. Data la posizione, la frazione Moro viene frequentemente allagata dalle esondazioni del Lambro Meridionale, coinvolgendo in special modo le ex cascine Moro Basso e Paradiso.
Il fiume e la sua valle continuano il loro corso verso sud-est, dove incontrano le risorgive del Santuario della Fontana; qui la valle si restringe ed il Lambro Meridionale continua il suo corso senza particolari tratti vallivi. Nonostante ciò, la profondità accertata all'altezza del ponte medievale di Pieve Emanuele è di 3 metri e 10 centimetri. A Villanterio il Lambro Meridionale piega bruscamente verso est entrando poi a Sant'Angelo Lodigiano dove confluisce nel Lambro ponendo fine al suo corso.

## Etimologia

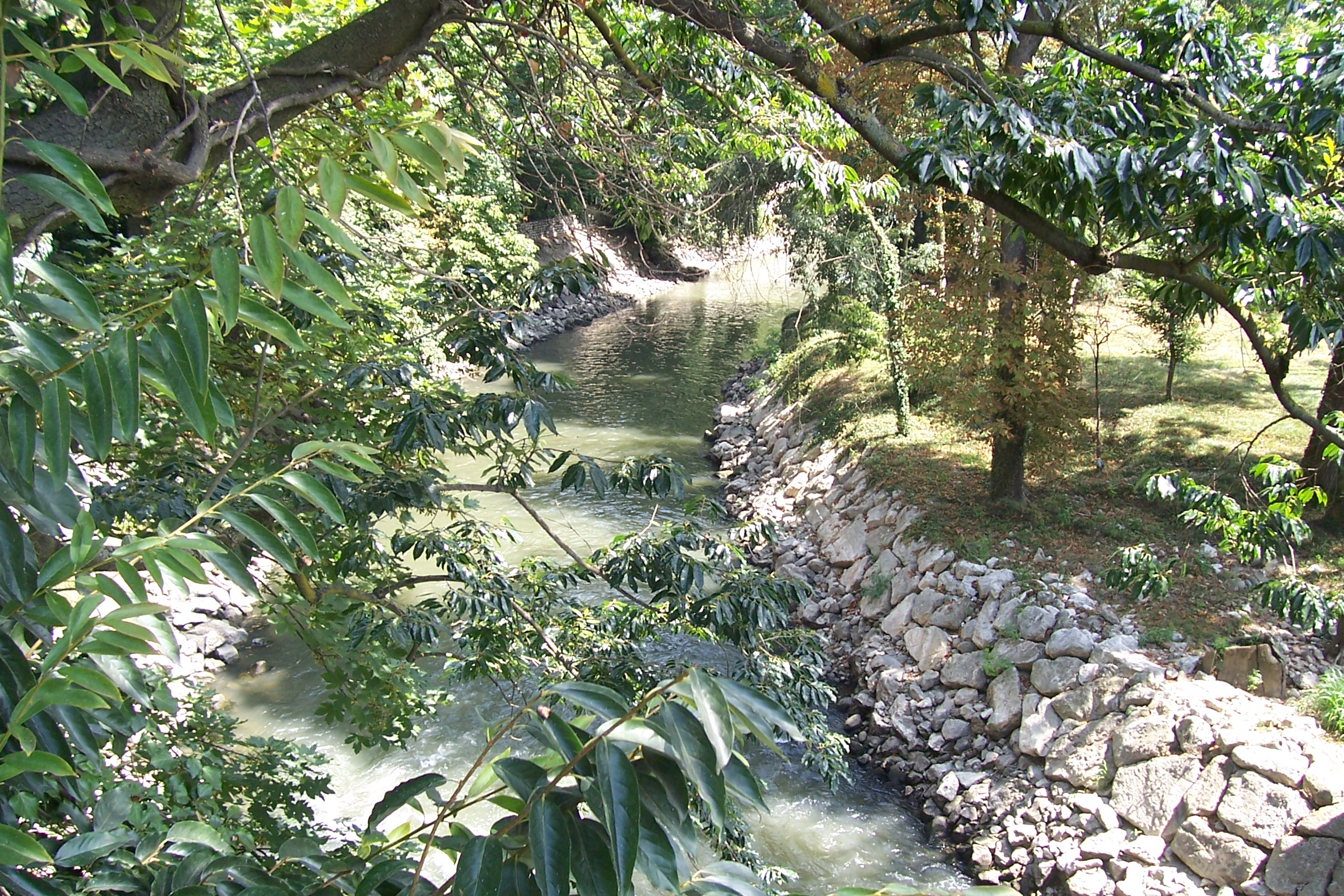
Il Lambro Meridionale a Villanterio, provincia di Pavia

Per secoli il Lambro Meridionale ha sfogato parte della fogna e delle acque esauste di Milano. Dall'epoca romana al Medioevo abbiamo infatti testimonianze scritte (archivi del monastero di Sant'Ambrogio e di Chiaravalle) in cui viene definito Lamber merdarius con chiaro riferimento al suo utilizzo.
Il motivo del cambiamento del nome del corso d'acqua, originariamente chiamato Pudiga, risiede probabilmente nell'etimologia del nome del fiume "Lambro", di cui il "Lambro Meridionale" è affluente. Il toponimo "Lambro" deriverebbe dai termini in lingua accadica Luhmû (pantano) e Ambar (palude): esse farebbero riferimento alle larghe stagnazioni originate dai due fiumi. La stessa etimologia ce l'avrebbero anche altri corsi d'acqua come Ambra, Ombrone e Sambre, con il significato di "fiume che dilaga in palude".

## Comuni attraversati dal Lambro Meridionale
Città metropolitana di Milano
- Milano - qui nasce dalle acque dell'Olona e da quelle di uno scaricatore del Naviglio Grande
- Rozzano
- Opera
- Pieve Emanuele
- Locate di Triulzi
- Carpiano

 Provincia di Pavia
- Siziano
- Landriano
- Torrevecchia Pia
- Marzano
- Torre d'Arese
- Magherno
- Villanterio

 Provincia di Lodi
- Valera Fratta
- Sant'Angelo Lodigiano - qui sfocia nel Lambro

## Parchi
Il Lambro Meridionale attraversa, nella prima parte del suo percorso, il territorio del Parco agricolo Sud Milano, mentre poco più a valle entra nel parco locale di interesse sovracomunale del Lambro Meridionale e nel parco agricolo del Ticinello.
Il Lambro Meridionale attraversa Sant’Angelo Lodigiano dove si trova un parco dedicato alle camminate sulla riva del fiume Lambro.

### Esplicative
1. ↑  Alla foce.
2. ↑  Nosedo ovest alto e basso.

### Bibliografiche
1. ↑   Il Sistema Fluviale del Lambro, su contrattidifiume.it. URL consultato il 18 ottobre 2017 (archiviato dall'url originale l'8 aprile 2012).
2. ↑  Investitura de molandino de Lambro Monastero di Sant'Ambrogio, 21 gennaio 1173.
3. ↑   Descrizione con figure del sistema idrico di Milano di Metropolitana Milanese, su metropolitanamilanese.it. URL consultato il 18 ottobre 2017 (archiviato dall'url originale il 16 ottobre 2009).
4. 1 2   Regione Lombardia - ARPA - Il fiume Olona - Inquadramento ambientale (PDF), su ita.arpalombardia.it. URL consultato l'11 agosto 2014 (archiviato dall'url originale il 4 marzo 2016).
5. ↑  F. Poggi, Le fognature di Milano, Milano 1911, p.178
6. 1 2 3   Milano – I Fiumi nascosti di Milano, su blog.urbanfile.org. URL consultato il 31 marzo 2018.
7. ↑  Autori vari, p. 20.
8. ↑   L'Olona, il fiume di Milano, su vecchiamilano.wordpress.com. URL consultato l'11 agosto 2014.
9. ↑   La Darsena - Vecchia Milano, su vecchiamilano.wordpress.com. URL consultato l'11 agosto 2014.
10. ↑   Darsena, simbolo di rinascita, su milano.corriere.it. URL consultato il 25 dicembre 2017.
11. 1 2   I remoti orizzonti di Milano, su larivoltadelleombre.blogspot.it. URL consultato il 28 marzo 2018.
12. ↑   Provincia di Milano - Parco Sud, su provincia.milano.it. URL consultato il 18 ottobre 2017 (archiviato dall'url originale il 27 febbraio 2013).
13. ↑   Parco del Lambro Meridionale e del Ticinello, su provincia.pv.it. URL consultato il 18 ottobre 2017 (archiviato dall'url originale il 5 luglio 2009).